# چاک آبششی

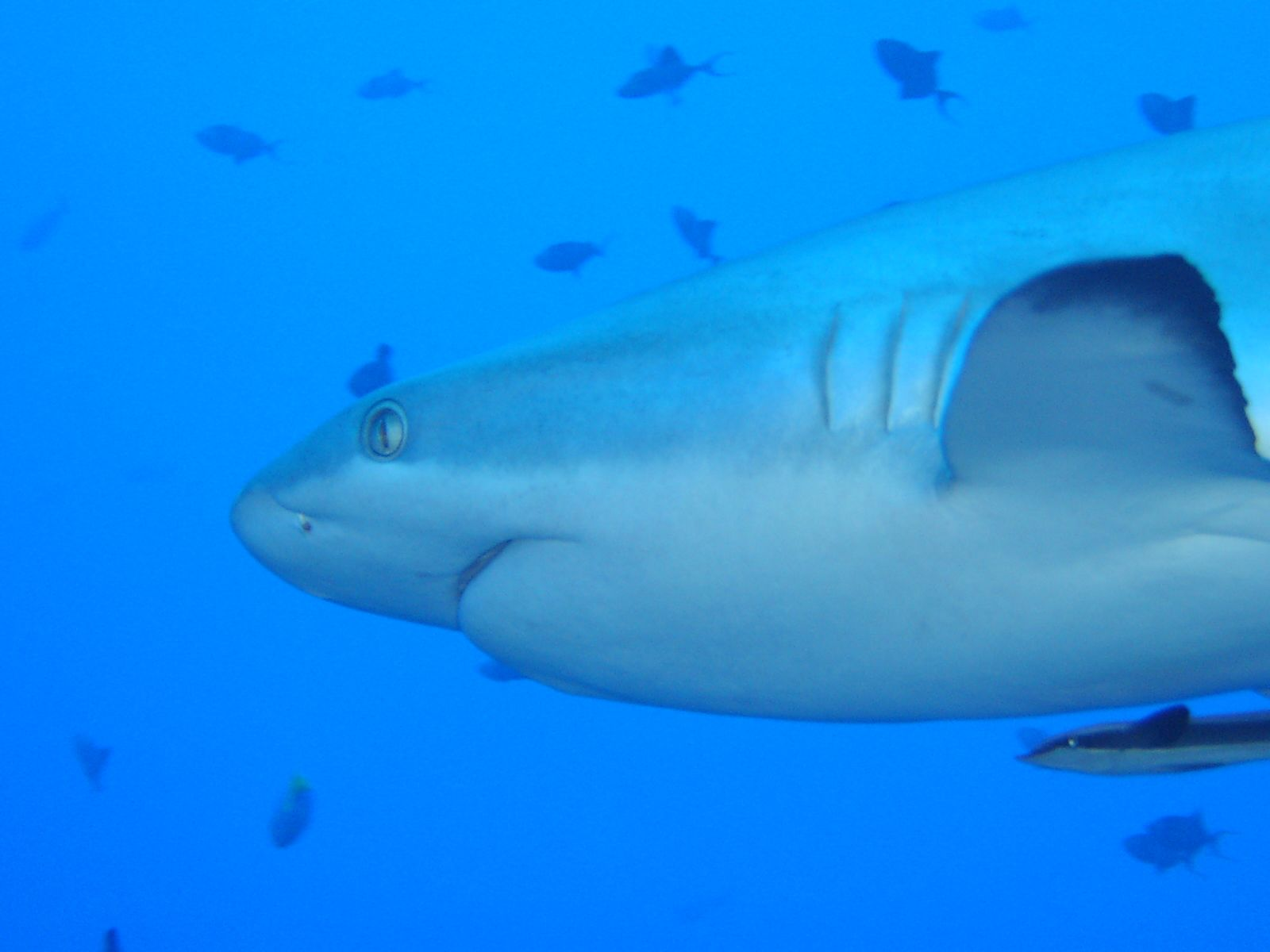
چاک‌های آبششی کوسه آبسنگی خاکستری.

شماره ۴ = چاک آبششی مکنده‌ماهی.

چاک آبششی (انگلیسی: Gill slit) به شکاف‌های جداگانه آبشش برخی آبزیان گفته می‌شود که فاقد یک پوشش بیرونی فراگیر هستند. دارا بودن چنین آبشش‌هایی ویژه ماهی‌های غضروفی مانند کوسه‌ها، و پرتوماهی‌ها و همچنین ماهی‌های ابتدایی مانند مکنده‌ماهی‌ها است.
در مقابل، ماهی‌های استخوانی دارای یک سرپوش آبششی استخوانی منفرد فراگیر هستند که به آن آبشش‌پوش می‌گویند. بیشتر کوسه‌ها و پرتوماهی‌ها دارای پنج جفت شکاف آبشش هستند، اما چند گونه از آن‌ها دارای ۶ یا ۷ جفت‌اند. چاک‌های آبششی کوسه‌ها در پشت سر قرار دارد.